# Prince Munetaka
Le prince Munetaka (宗尊親王, Munetaka Shinnō) (né le 15 décembre 1242, mort le 2 septembre 1274) est le sixième shōgun du shogunat de Kamakura, position qu'il occupe de 1252 à 1266. 
Fils ainé de l'empereur Go-Saga, il est contrôlé par les régents du clan Hojo. Il est nommé shogun à l'âge de dix ans quand le cinquième shogun, Kujō Yoritsugu, est déposé, et règne jusqu'à l'âge de vingt-quatre ans. Comme le shogunat est en fait contrôlé par le puissant clan Hojo en la personne du shikken (régent) Hōjō Tokimune, quelques dignitaires organisent en 1266 une révolte contre Tokimune. Celui-ci découvre le complot, dépose le jeune shogun et le remplace par son fils, le prince Koreyasu, âgé de seulement trois ans.
Il se retire à Kyoto et se fait moine bouddhiste en prenant le nom Gyôshō  en 1272. Il se révèle être un poète d'un certain talent et compose des collections de waka, dont Keigyoku wakashū (« collection de pierres précieuses ») et Ryūyō wakashū (« collection de feuilles d'épinette ».) Il est considéré comme un des trente-six nouveaux poètes immortels.